# Vojtěch Anderle
Akademický sochař Vojtěch Anderle (* 13. května 1961 Uherské Hradiště) je český designér a pedagog.

## Studia
Svá středoškolská studia úspěšně absolvoval v letech 1976–1980 pod vedením profesora Miroslava Klímy na Střední uměleckoprůmyslové škole v rodném Uherském Hradišti. Je absolventem pražské VŠUP – ateliér tvarování strojů a nástrojů ve Zlíně (1980–1986). Mezi jeho vysokoškolské profesory patřili např. akademičtí sochaři: Pavel Škarka nebo Zdeněk Kovář.

## Tvorba
Během svého působení coby průmyslový designér se hlavně specializuje na technické obory, spolupracoval například s Tatrou Kopřivnice, Zbrojovkou v Uherském Brodě a je autorem samonabíjecí pistole CZ 100 a pistole CZ-G 2000. Žije a pracuje v Uherském Hradišti a v Uherském Brodě.

## Jako profesor
Roku 1995 se vrátil Střední uměleckoprůmyslovou školu v Uherském Hradišti , tentokrát v roli pedagoga na oboru průmyslový design. V roce 1997 vystřídal na postu vedoucího oboru svého někdejšího středoškolského profesora Miroslava Klímu, který odešel do penze. Za své působení jako profesor „vychoval“ několik osobností české výtvarnické scény.